# Херюда (община)
Община Херюда (на шведски: Härryda kommun) е разположена в лен Вестра Йоталанд, югозападна Швеция с обща площ 293 km2 и население 35 732 души (към 31 декември 2013). Административен център на община Херюда е град Мьолнлюке.